# NPO 1
NPO 1 (trước năm 2014 mang tên là Nederland 1 phát âm tiếng Hà Lan: [ˌneːdərlɑnt ˈeːn]) là kênh truyền hình quốc gia đầu tiên ở Hà Lan. NPO 1 được lên sóng vào ngày 2 tháng 10 năm 1951. Đây là kênh truyền hình công cộng và hiện đang phát sóng cùng với các kênh chị em là NPO 2 và NPO 3. Một loạt các tổ chức phát thanh công cộng của Publieke Omroep cung cấp các chương trình, và một loạt các chương trình được phát sóng trên kênh, thường dành cho lượng khán giả lớn hơn. Năm 2018, đây là kênh truyền hình được xem nhiều nhất tại Hà Lan, chiếm 22,0% thị phần.

## Lịch sử

### Những buổi đầu tiên (thập niên 50)
Ở Hà Lan, các buổi thí nghiệm truyền hình đầu tiên diễn ra vào thập niên 30. Đóng một vai trò quan trọng trong các thí nghiệm này phải kể đến công ty công nghệ Philips của Hà Lan. Năm 1951, các đài truyền thanh công cộng AVRO, KRO, VARA và NCRV cùng nhau thành lập NTS, Nederlandse Televisie Stichting (Tổ chức Truyền hình Hà Lan). Vào ngày 2 tháng 10 năm 1951 lúc 8:15 tối, buổi phát sóng công khai đầu tiên bắt đầu từ studio Irene ở Bussum. NTS được phát sóng từ Lopik, sau này được chuyển đến Hilversum. Ngày 5 tháng 1 năm 1956, NTS đã phát sóng chương trình thời sự đầu tiên, NTS Journaal. Tại thời điểm những năm 1950, lượng người xem tivi rất thấp. Lý do chính là vào thời điểm đó, giá tivi còn rất cao. Trong suốt những năm 1950, truyền hình được mở rộng trên toàn quốc nhờ sự ra đời của nhiều máy phát và nhiều bộ lặp hơn ở Goes, Roosendaal, Loon op Zand, Mierlo, Roermond, Markelo, Ugchelen, Zwolle, Smilde và Tháp Gerbrandy mới ở IJsselstein.

### Nederland 1
Từ tháng 10 năm 1960, NTS bắt đầu phát sóng hàng ngày từ 8 giờ tối đến 10 giờ 20 tối. Hai năm sau, giờ phát sóng được kéo dài từ 26 đến 30 giờ một tuần (tức là từ xấp xỉ 3,71 đến 4,29 giờ mỗi ngày). Vào ngày 1 tháng 10 năm 1964, kênh truyền hình công cộng thứ hai,  Nederland 2 bắt đầu phát sóng, và kênh được đổi tên thành Nederland 1. Năm 1967, chương trình truyền hình màu bằng hệ thống PAL được giới thiệu. Cũng trong năm đó, kênh bắt đầu phát quảng cáo giữa các chương trình. Năm 1969, chính phủ Hà Lan thông qua hệ thống mở cho hệ thống phát thanh công cộng, cho phép nhiều tổ chức phát sóng công cộng tham gia hơn. Mặc dù vậy, một tổ chức tiềm năng mới phải có 100.000 thành viên trở lên mới được phép tham gia. Vào ngày 29 tháng 5 năm 1969, NTS và Liên minh Phát thanh Hà Lan (NRU) hợp nhất thành NOS. Cơ quan này đóng vai trò là tổ chức bảo trợ cho các tổ chức phát thanh truyền hình công cộng. Trọng tâm chính của nó là tin tức và chương trình thể thao, đồng thời cung cấp sự phối hợp kỹ thuật và hành chính.

### Ra mắt Nederland 3
Để đối mặt với sự ra mắt của các kênh thương mại mới được phát sóng thông qua vệ tinh, kênh truyền hình thứ ba, Nederland 3 đã ra mắt vào tháng 4 năm 1988. Từ đó, Nederland 1 là nơi 4 đài truyền thanh KRO, NCRV, VARA và EO cung cấp và phát sóng chương trình. Vào ngày 30 tháng 9 năm 1991, Nederland 1 đã giới thiệu một logo mới, chứa chữ số "1" màu vàng được đặt bên trong một viên kim cương màu xanh lam, đồng thời, VARA được chuyển đến Nederland 2, trong khi AVRO chuyển sang kênh này, do đó kênh này còn có biệt danh là AKN (AVRO-KRO-NCRV). Một sự cải tổ khác được thực hiện vào ngày 28 tháng 9 năm 1992 khi Nederland 1 bãi bỏ tính liên tục trong tầm nhìn, để có lợi cho lồng tiếng và đồng thời, các đài truyền hình về chủ nghĩa nhân văn và tôn giáo chuyển từ Nederland 3 sang Nederland 1, nơi những đài này có thêm thời lượng phát sóng. Cùng lúc này, EO chuyển đến Nederland 2, trước khi phát sóng chương trình trên cả ba kênh vào ngày 24 tháng 8 năm 2000 đến ngày 4 tháng 9 năm 2006, khi 3 kênh này có đợt cải tổ lớn.
Kênh truyền hình RTL-Véronique (nay là RTL 4) có trụ sở tại Luxembourg bắt đầu phát sóng vào tháng 10 năm 1989, trở thành kênh truyền hình thương mại đầu tiên của Hà Lan. Năm 1992, chính phủ Hà Lan tuyên bố hợp pháp hóa đài truyền hình thương mại và một số kênh truyền hình thương mại mới được thành lập dẫn đến việc các đài truyền hình công cộng mất đần sức hút.

### Chuyển đổi sang (U)HD và trở thành NPO
Cho đến năm 2006, mỗi đài truyền hình công cộng chỉ được phát sóng với một kênh, là Nederland 1, Nederland 2 hoặc Nederland 3. Trong những năm 2006 đến 2007, việc tổ chức ba kênh đã được cải tổ lại. Nederland 1 trở thành kênh truyền hình hàng đầu hướng đến nhiều đối tượng khán giả, Nederland 2 có chương trình nổi bật hơn với tin tức, thời sự và phim tài liệu và Nederland 3 hướng đến trẻ em, thanh thiếu niên và truyền hình sáng tạo. NOS không còn là tổ chức điều phối, thay vào đó, chức năng này do NPO mới thành lập đảm nhận.
Vào ngày 16 tháng 9 năm 2007, cả ba kênh chuyển hoàn toàn sang màn ảnh rộng anamorphic. Trước đó, chỉ một số chương trình được phát sóng trên màn ảnh rộng. Vào ngày 4 tháng 7 năm 2009, cả ba kênh bắt đầu phát sóng ở độ phân giải cao 1080i. Trước khi phát sóng HD toàn thời gian, phiên bản thử nghiệm của kênh Nederland 1 HD đã được phát sóng từ ngày 2 tháng 6 năm 2008 đến ngày 24 tháng 8 năm 2008 để phát sóng Euro 2008, Tour de France 2008, Thế vận hội Mùa hè 2008 và De Simpsons ở chế độ HD.
Vào ngày 12 tháng 3 năm 2013, NPO thông báo rằng Nederland 1, 2 và 3 sẽ được đổi tên thành NPO 1, 2 và 3. Lý do là để làm cho các kênh và chương trình của nó dễ nhận biết hơn. Việc thay đổi thương hiệu hoàn tất vào ngày 19 tháng 8 năm 2014.
NPO 1 đã triển khai thử nghiệm truyền hình độ nét cực cao đầu tiên thông qua KPN, CanalDigitaal và một số mạng nhỏ vào ngày 14 tháng 6 năm 2018, sử dụng tiêu chuẩn HLG.
KPN bắt đầu chuyển đổi nền tảng truyền hình kỹ thuật số mặt đất sang tiêu chuẩn DVB-T2 HEVC vào tháng 10 năm 2018, quá trình chuyển đổi này hoàn tất vào ngày 9 tháng 7 năm 2019. Kể từ đó NPO 1 cũng có sẵn FTA trong HD.

## Chương trình
Hiện tại, hầu hết các chương trình lớn nhất của các chương trình truyền hình phát sóng công cộng của Hà Lan được chiếu trên NPO 1, đôi khi được gọi là đầu tàu của NPO. Một số chương trình đáng chú ý được phát sóng trong năm là:
| Chương trình                   | Bản dịch tiếng Anh và tiếng Việt1                                | Đài phát sóng    | Chú ý |
| ------------------------------ | ---------------------------------------------------------------- | ---------------- | --- |
| Buitenhof                      |                                                                  | AVRO, VARA, VPRO | Chương trình phỏng vấn sáng Chủ nhật, theo định hướng chính trị. |
| Blik op de weg                 | View on the road Cận cảnh những con đường                        | AVRO             | Chương trình về giao thông, nói về việc mất an toàn giao thông |
| Boer zoekt Vrouw               | Farmer wants a Wife Nông dân muốn có vợ                          | KRO              | Phiên bản Hà Lan của Farmer Wants a Wife |
| De Erwin Straatsma Rookshow    | The Erwin Straatsma Smokeshow                                    | AVRO, TROS       | Chương trình phỏng vấn |
| De Reünie                      | The Reunion Sự sum họp                                           | KRO              | Nhân cảm, bạn học cũ từ trường trung học tái ngộ và nói về cuộc sống của họ. |
| De Rijdende Rechter            | The Driving Judge Thẩm phán lái xe                               | NCRV             | Một thẩm phán chính thức tổ chức một phiên tòa xét xử tại địa điểm cho người tiêu dùng. |
| Các chương trình trinh thám    |                                                                  | hầu hết từ KRO   | Một số loạt phim trinh thám, ví dụ như Midsomer Murders hoặc A Touch of Frost |
| EénVandaag                     | OneToday                                                         | AVRO, TROS       | |
| Heel Holland Bakt              | The Great Dutch Bake Off                                         | Omroep MAX       | Cuộc thi làm bánh, phiên bản của The Great British Bake Off. |
| Koefnoen                       |                                                                  | AVRO             | Châm biếm, phác thảo với sự mạo danh của những người Hà Lan nổi tiếng. |
| Lieve Paul                     | Dear Paul Thưa Paul                                              | VARA             | Entertainment, it consists of celebrity interviews, variety performances and interaction with the studio audience. |
| NOS Journaal                   | NOS News Bản tin NOS                                             | NOS              | Tin tức |
| NOS Studio Sport               |                                                                  | NOS              | Thể thao, các tập được xem nhiều nhất bao gồm tóm tắt các trận đấu bóng đá ở Eredivisie, nhưng trong các tập khác, một số sự kiện thể thao và thể thao khác (từ quốc tế lớn đến các sự kiện quốc gia nhỏ hơn) được bao gồm.2               |
| De Wereld Draait Door          | The World Keeps Turning Thế giới tiếp tục biến đổi               | VARA             | Talk show |
| Sesamstraat                    | Sesame Street                                                    | NTR              | Phiên bản spin-off của Sesame Street |
| Spoorloos                      | Without a trace Không một dấu vết                                | KRO              | Chương trình thực tế nơi mọi người được giúp đỡ trong việc tìm kiếm người mất tích, tập trung vào việc tìm kiếm người thân ruột thịt của những người được nhận nuôi. Ở Vương quốc Anh, được biết đến với cái tên Long Lost Family của ITV. |
| Te land ter zee en in de lucht | On land, at sea and in the air Trên đất, dưới biển và trên không | TROS             | Trò chơi/chương trình giải trí, mọi người phải chạy đua vượt chướng ngại vật bằng xe tự chế. |
| TROS Radar                     |                                                                  | TROS             | Chương trình mua sắm |
| Tussen Kunst en Kitsch         | Between Art and Kitsch Giữa hội hoạ và kitsch                    | AVRO             | Tương tự so với chương trình của Anh Quốc Antiques Roadshow |
| TV Show                        |                                                                  | TROS             | Chương trình phỏng vấn một số khách mời nổi tiếng trong nước và quốc tế. |
| Vermist                        | Missing Thất lạc                                                 | TROS             | Chương trình thực tế, nơi mà mọi người có thể thông qua đây tìm được người thân bị thất lạc. |
| Villa Felderhof                |                                                                  | NCRV             | Chương trình phỏng vấn từ 1 căn hộ sang trọng ở St. Tropez. |
| Wie is... de Mol?              | Who is... the Mole? Ai là chuột chũi?                            | AVRO             | Phiên bản Hà Lan của The Mole. |
| De Simpsons                    | The Simpsons                                                     | NPS              | Một tập của Treehouse of Horror VI. |
| De Wiggles                     | The Wiggles                                                      | TROS             | Phiên bản spin-off của The Wiggles |

1 Bản dịch chỉ được thêm vào khi nó làm rõ tiêu đề gốc của chương trình (không phải tên tiếng Việt).
2 Các chương trình phát sóng đặc biệt, dài hơn được thực hiện trong các sự kiện quan trọng như FIFA World Cup, Tour de France hoặc Thế vận hội Olympic.

## Logo

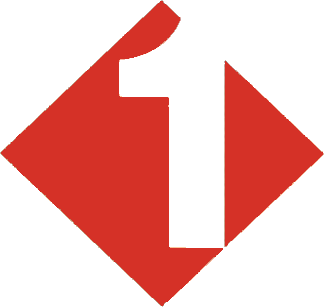
2000 - tháng 9 năm 2003
2003 - 2014; tương tự như logo hiện tại, nhưng không có logo NPO
2009 - 2014; logo Nederland 1 HD
2014 – nay; Logo NPO 1 HD